# Ден на Републиката (Северна Македония)
Денят на Републиката или Илинден е национален празник на Северна Македония. Празнува се на 2 август, когато е и големият религиозен празник Илинден – денят на Свети Илия. Денят на Републиката oтбелязва две важни събития, случили се на тази дата:
- Илинденското въстание от 1903 г., което е организирано от Вътрешната македоно-одринска революционна организация срещу Османската империя и по време на което е провъзгласена краткотрайна Крушевска република, и
- Първото заседание на АСНОМ от 1944 г., организирано по време на Втората световна война, което полага основите на СР Македония.